# Ilse Aignerová
Ilse Aignerová (Aigner, 7. prosinec 1964 Feldkirchen-Westerham) je německá politička za Křesťansko-sociální unii Bavorska, od roku 2013 vicepremiérka Bavorska. V letech 2008–2009 byla spolkovou ministryní výživy, zemědělství a ochrany spotřebitelů Německa v první vládě Angely Merkelové a ve funkci pokračovala v letech 2009–2013 v druhé vládě Angely Merkelové. Pak byla v letech 2013–2018 státní ministryní pro hospodářství, energie a technologie v bavorské druhé vládě Horsta Seehofera. Od roku 2018 je ministryní bydlení, výstavby a dopravy ve vládě Markuse Södera.
V letech 1994–1998 a pak opět od roku 2013 je poslankyní bavorského zemského sněmu, mezitím byla v letech 1998–2013 poslankyní německého spolkového sněmu.
Civilním vzděláním je elektrikářka. Je římskokatolického vyznání, svobodná a bezdětná.